# Slow Motion (álbum)
Slow Motion es el undécimo álbum de estudio del grupo británico Supertramp, publicado por la compañía discográfica EMI en marzo de 2002. El álbum, el último disco de estudio del grupo hasta la fecha, fue grabado en el estudio personal de Rick Davies en su nuevo hogar de Hampton Bays y en el Sonora Recorders de Los Ángeles, usando por primera vez Pro Tools.
Tras su publicación, Slow Motion obtuvo un éxito moderado en países de Europa, donde entró en el top 10 de las listas de discos más vendidos de Francia y Suiza. En Norteamérica, Slow Motion solo estuvo disponible mediante pedidos por correo postal a través de la web del grupo.

## Grabación
Slow Motion fue grabado en cinco meses entre 2001 y 2002 usando el estudio personal de Rick Davies en su nuevo hogar de Hampton Bays, después de residir durante más de dos décadas en Los Ángeles, con sobregrabaciones en los Sonora Recorders de California. Según Davies: «Fuimos a Los Ángeles para grabar básicamente la sección rítmica —bajo, batería, quizás guitarra, algún teclado— pero no mucho. Cualquier teclado grabado ahí probablemente fue reemplazado. La principal razón, porque los chicos estaban todos ahí y podíamos tener un estudio por una tarifa razonable y con buen sonido. Esa fue la razón principal para ir a Los Ángeles y luego traerlo de vuelta aquí para acabalo, porque la sobregrabación suele ser un largo proceso. Quiero decir, puedes tomar mucho tiempo tratando ideas diferentes, que cuando tienes un reloj con el tiempo corriendo ejerce mucho presión. Considerando que, cuando estás en tu casa, puedes perder el tiempo que deseas».
La grabación contó con el respaldo del batería Bob Siebenberg y el saxofonista John Helliwell, miembros de la formación clásica de Supertramp, así como de los músicos presentes en el grupo durante la grabación de Some Things Never Change y la gira It's About Time Tour: los guitarristas Mark Hart y Carl Verheyen, el bajista Cliff Hugo, el percusionista Jesse Siebenberg y el trompetista Lee Thornburg.
Además de las canciones de Slow Motion, Davies grabó «Flight 29», un tema instrumental descartado a raíz de los atentados del 11-S. Al respecto, el músico comentó: «Tenía una cosa que fue eliminada del disco, que era un poco molesta, pero hice esta canción, que era un tema instrumental, que no suelo hacer. En realidad se llama "Flight 29", y... dos semanas después de que se me ocurriera el título, sucedió esa abominación del 11 de septiembre, y por supuesto: "Oh, no puedes tener esto allí". Pero creo que fue más que no les gustaba la música, pero lo olvidaré. Están perdonados».
El álbum también incluyó «Goldrush», un tema compuesto a comienzos de la década de 1970 en los primeros años del grupo, entre Davies y Richard Palmer-James, y que fue utilizado como apertura de sus conciertos antes del lanzamiento de Crime of the Century. El grupo había intentado grabar la canción en varias ocasiones, pero nunca habían sido capaces de recrearla en el estudio para su satisfacción.

## Recepción
Tras su publicación, Slow Motion obtuvo reseñas mixtas de la prensa musical. Aaron Badgley, de Allmusic, comentó: «Aunque los discos publicados tras la salida de Roger Hodgson son interesantes, nunca lograron capturar los días de gloria de la alineación clásica, ni mucho menos alcanzar su popularidad comercial. Eso no quiere decir que los lanzamientos fuesen malos, ni mucho menos, pero tienden a carecer de la variedad y de las fuertes estructuras de las canciones que Hodgson traía a la banda. [...] Aquí, Rick Davies toma el control de la producción y demuestra la caída del álbum. Las canciones eran muy buenas, pero la producción es fangosa y desordenada. La mezcla no hace justicia a la música. Las canciones en sí tenían tonos de temas clásicos de Supertramp, pero había indicios de world music y prog rock, que mantenía las cosas interesantes».
Tras su publicación, Supertramp se embarcó en la gira One More for the Road Tour, que comenzó el 18 de abril de 2002 en Benidorm, España y se amplió con un total de setenta conciertos en trece países europeos. Tras finalizar la gira, Davies entró en un periodo de semiretiro profesional que duró ocho años, tras lo cual volvió a reformar Supertramp para emprender la gira 70-10 Tour.

## Lista de canciones
Todas las canciones escritas y compuestas por Rick Davies excepto donde se anota. 
| N.º | Título                                         | Duración |  |
| 1.  | «Slow Motion»                                  | 3:50     |  |
| 2.  | «Little by Little»                             | 4:30     |  |
| 3.  | «Broken Hearted»                               | 4:28     |  |
| 4.  | «Over You»                                     | 5:06     |  |
| 5.  | «Tenth Avenue Breakdown»                       | 8:57     |  |
| 6.  | «A Sting in the Tail»                          | 5:17     |  |
| 7.  | «Bee in Your Bonnet»                           | 6:27     |  |
| 8.  | «Goldrush» (Rick Davies, Richard Palmer-James) | 3:06     |  |
| 9.  | «Dead Man's Blues»                             | 8:26     |  |

## Personal
| Músicos - Rick Davies: voz, teclados y armónica. - Mark Hart: guitarra, teclados y coros. - John Helliwell: saxofón e instrumentos de viento-metal. - Cliff Hugo: bajo. - Bob Siebenberg: batería. - Carl Verheyen: guitarras. - Jesse Siebenberg: percusión y coros. - Lee Thornburg: trompeta, trombón y coros. | Equipo técnico - Jay Messina: productor e ingeniero de sonido. - Jason Mariani: Pro Tools. - Seth McClain: ingeniero de Pro Tools. - Greg Calbi: masterización. - Michelle Chang: diseño de portada. - Jean Ber: fotografía. - Richard Frankel: fotografía. |

## Posición en listas
| País              | Lista                    | Posición |
| ----------------- | ------------------------ | -------- |
| Alemania          | Media Control Charts     | 17       |
| Austria           | Austrian Albums Chart    | 18       |
| Bélgica (Valonia) | Ultratop 200             | 31       |
| Francia           | French SNEP Albums Chart | 8        |
| Italia            | Italian Albums Chart     | 46       |
| Países Bajos      | Dutch Albums Chart       | 83       |
| Suiza             | Swiss Albums Chart       | 6        |

## Certificaciones
| País    | Organismo certificador | Certificación | Ventas certificadas | Ref.   |
| ------- | ---------------------- | ------------- | ------------------- | ------ |
| Francia | SNEP                   | Oro           | 113 000             | [ 5 ]  |
| Suiza   | IFPI                   | Oro           | 20 000              | [ 17 ] |